# 海外興業

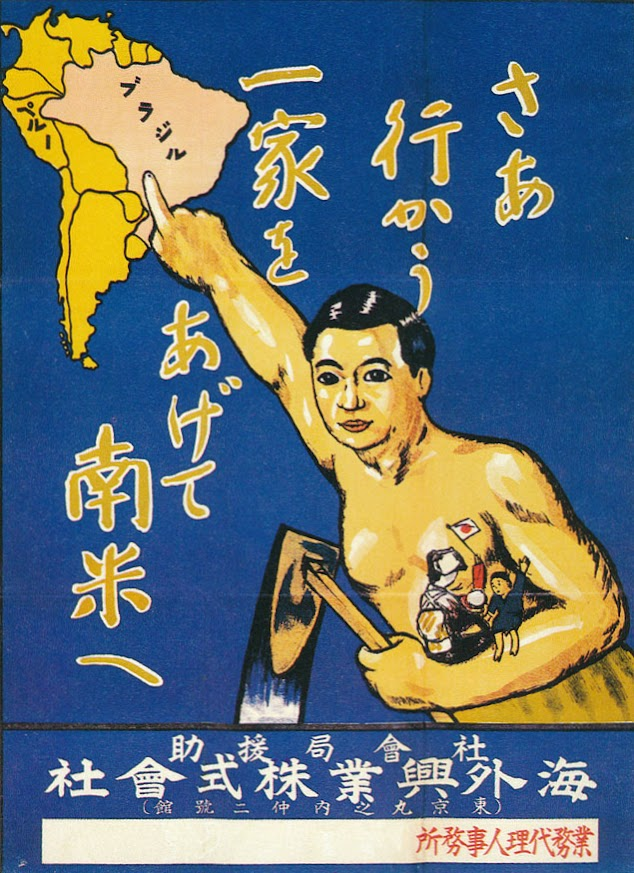
海興の宣伝ポスター。ブラジル側の要請により家族による移民を呼びかけている

海外興業株式会社（かいがいこうぎょう）は、1918年（大正7年）に設立された大日本帝国の移民会社（移民取扱業務）であり殖民会社（植民地経営）。1920年代半ばから本格化した日本の国策移住を実質的に担った機関である。略称、海興。

## 概要
移民政策発展のため、乱立する民間移民会社の無益な競争を排して大資本の国家的移殖民事業とすることを目的に、寺内内閣は1917年（大正6年）に、国策会社東洋拓殖（東拓）株式会社が移民会社の株券や債券を引受けることを可能とする「東洋拓殖株式会社法改正案」を成立させて東拓の移民事業参入への道を開き、翌1918年12月1日に勝田主計大蔵大臣の斡旋により、東洋移民会社、南米植民会社、日本殖民会社、日東植民会社の4社の移民取扱業者を買収して「海外興業株式会社」（代表・神山閏次）を設立、その後、伯剌西爾拓殖会社、森岡移民会社も買収合併し、1920年に日本唯一の移殖民会社となった。
海興の主な事業は、契約労働者や自由移民を送り出す移民取扱業務のほか、自作農を植民させる拓殖事業、海外産業への投資事業、人材を育てる育英事業であり、1918年の若狭丸によるブラジル移民約1900人中1400余人の取扱を皮切りに、移民先はブラジル、ペルー、フィリピン、ニューカレドニア、オーストラリアなど、北米を除く環太平洋に広がった。開戦前の1939年時点で、東京麹町に本社、ブラジルに支社、ペルーと神戸に出張所があった。
海興へは内務省社会局（失業・職業問題と移民行政を扱う部署）から移殖民保護及奨励費10万円が下付され、印刷物の配付や活動写真班の巡回など、海外渡航の宣伝啓発に使用された。海興が植民希望者を集めるために発行していた雑誌『植民』編集部には、のちに移民船「らぷらた丸」でブラジルに渡り、その体験をもとにした『蒼氓』で芥川賞を受賞した石川達三も働いていた。

## 関係者
- 水野龍
- 渡辺忍
- 渥美育郎
- 井上雅二
- 池辺龍一
- 大谷登
- 神山閏次
- 白仁武
- 竹沢太一
- 龍江義信
- 野村徳七
- 松平直平

## 出版物
- 『ブラジルに於ける邦人の発展』海外興業株式会社 編 (民友社, 1919)
- 『南洋比律賓群島ダバオ附近邦人発展最近事情』海外興業株式会社 編 (海外興業, 1920)
- 『南米秘露国日本移民地情況』海外興業株式会社 編 (海外興業, 1920)
- 『伯剌西爾移殖民実況写真帖』海外興業株式会社 編 (海外興業, 1921)

など